# Горинов, Никифор Алексеевич
Ники́фор Алексе́евич Го́ринов (22 февраля 1898, Нижний Сеснур, Уржумский уезд, Вятская губерния, Российская империя ― 23 мая 1974, Йошкар-Ола, Марийская АССР, РСФСР, СССР) ― советский военный деятель. Участник четырёх войн: Первой мировой, Гражданской, советско-финляндской и Великой Отечественной. Полковник (1945). Кавалер ордена Ленина (1945). Член ВКП(б).

## Биография
Родился 22 февраля 1898 года в дер. Нижний Сеснур ныне Куженерского района Марий Эл. Окончив в 1912 году 2-классную школу, работал в хозяйстве отца.
В 1917 году призван в Русскую императорскую армию. Участник Первой мировой войны, воевал на территории Румынии.
В октябре 1918 года призван в РККА. Участник Гражданской войны: командовал ротой, воевал под Петроградом, против войск Н. Юденича под Псковом и Гдовом. Однажды пленил 16 вооружённых врагов, за что был награждён личным оружием. В 1919 году был ранен в ногу. В 1918―1919 годах и с 1925 года ― член ВКП(б).
В 1924 году окончил пехотную школу, служил в Орловской дивизии. В 1930 году окончил химическую школу РККА. В 1930―1934 годах ― командир полка Московской пролетарской дивизии, охранявшей правительство страны, служил на Дальнем Востоке. В 1939 году окончил Военную академию им. М. В. Фрунзе. Участвовал в советско-финляндской войне.
Участник Великой Отечественной войны: начальник авиабазы Одесского военного округа, отделения устройства тыла 12 армии на Южном фронте, 4 воздушной армии на Закавказском фронте, 85 района авиабазирования. Воевал на Кавказе, под Ростовом, освобождал Харьков, Карпаты. С 1945 года ― начальник штаба, командир авиатехнической дивизии в звании полковника. В ноябре 1946 года уволен в запас. Награждён орденами Ленина, Красного Знамени, Отечественной войны II степени, Красной Звезды и медалями.
После увольнения приехал в Йошкар-Олу: работник Марторга, первый председатель Марийского ДОСАВ. Был депутатом Йошкар-Олинского городского Совета. Награждён орденом Красной Звезды и медалями. 
Ушёл из жизни 23 мая 1974 года в Йошкар-Оле.

## Награды
- Орден Ленина (21.02.1945)[7]
- Орден Красного Знамени (03.11.1944)[8]
- Орден Отечественной войны II степени (11.08.1944)
- Орден Красной Звезды (27.02.1943, 1967 – в связи с 50-летием советской власти)
- Медаль «За оборону Кавказа» (01.05.1944)
- Медаль «За победу над Германией в Великой Отечественной войне 1941―1945 гг.» (09.05.1945)
- Медаль «За воинскую доблесть. В ознаменование 100-летия со дня рождения Владимира Ильича Ленина»